# Centre de Formation des Banques Cantonales Latines
Das Centre de Formation des Banques Cantonales Latines wurde 1975 als Einfache Gesellschaft in Lausanne gegründet, wo sich auch heute noch ihr Sitz befindet. Heute umfasst diese Interessengemeinschaft die folgenden acht Partnerbanken: Genfer Kantonalbank, Berner Kantonalbank, Freiburger Kantonalbank, Neuenburger Kantonalbank, Tessiner Kantonalbank, Walliser Kantonalbank, Jurassische Kantonalbank und Waadtländische Kantonalbank.

## Lehrangebot
Ziel des Ausbildungszentrums der BCL ist es, den Ausbildungsbedarf der Mitgliedsbanken zu ermitteln und mit gemeinsam organisierten Kursen und Seminaren ihren spezifischen Bedürfnissen zu entsprechen. Das Lehrangebot umfasst die folgenden Bereiche: Berufsfachausbildung, Büro- und Bankinformatik, Kommunikation und Entwicklung der persönlichen Leistungsfähigkeit, Führungs- und Managementkompetenzen, Fernausbildung und die Evaluierung von Middle Management-Potenzial im Gruppenassessment.

## Zusammenarbeit zwischen den Kantonalbanken
Das Ausbildungszentrum der BCL fördert die Zusammenarbeit zwischen den Kantonalbanken. Zudem dient es als Diskussionsforum und Plattform für den Erfahrungsaustausch zwischen den Mitarbeitenden der einzelnen Partnerbanken. Im Jahr 2010 registrierte das Ausbildungszentrum der BCL 2’925 Anmeldungen. Dies entspricht 4'135 Personentagen. 